# Elf o karu Mono-tachi
Elf o karu Mono-tachi (jap. エルフを狩るモノたち, Erufu o karu mono-tachi, dt. „Diejenigen, die Elfen jagen“) ist ein Manga von Yū Yagami, der auch als Anime-Fernsehserie umgesetzt wurde.

## Handlung
Durch einen Zauber werden Airi, Ritsuko und Jumpei aus Japan in eine Menschen- und Elfenwelt geholt. Bei dem Rückzauber kommt es durch Jumpeis Verschulden zu Komplikationen. Der Zauberspruch zerteilt sich in Fragmente, die auf der Haut weiblicher Elfen landen. Um den Zauberspruch wieder komplett zusammenzubekommen, müssen alle Fragmente gefunden werden. Da diese nicht immer an sichtbaren Stellen sind, werden die Elfen oftmals gejagt und ausgezogen. Daher werden Airi, Ritsuko, Jumpei und Celcia Elf o karu Mono-tachi genannt.

## Hauptcharaktere
Airi Komiyama (小宮山 愛理)- Eine mit einem Oscar ausgezeichnete Schauspielerin, die es mit ihrer Schauspielkunst schafft, alle zu narren und für ihre Ideen zu benutzen. Sie ist die Planerin und Chefin der Gruppe und ist auch Friedensstifterin und Schiedsrichterin.
Ritsuko Inoue (井上律子) – Ein Schulmädchen, das ein beträchtliches Interesse an militärischen Waffen und Fahrzeugen hat. Niemand ist treffsicherer als sie. In Verbindung mit dem Panzer eine unschlagbare Kombination.
Jumpei Ryūzōji (龍造寺 淳平) – Der Karate-Experte schwärmt für Airi. Er will häufig mit dem Kopf durch die Wand und versucht die Probleme mit seinen Kampfkünsten zu lösen. Er ist schnell erregbar und streitet sich oft mit Celcia.
Celcia Marie Claire (セルシア・マリクレール, Serushia Marikurēru) – Sie ist das Oberhaupt der Ältesten der Elfen. Als mächtigste Zauberin der Elfen hat sie Airi, Ritsuko und Junpei hergezaubert. Sie ist die Magierin der Gruppe und hat die Aufgabe, auf ihrem Körper die Fragmente des magischen Zauberspruchs zu sammeln, um dann Airi, Ritsuko und Junpei zurück auf die Erde nach Japan zu schicken.

## Manga
Der Manga von Yū Yagami wurde von Juni 1995 an im Magazin Dengeki Comic Gao! von MediaWorks veröffentlicht. Der Manga erschien bis 2003 und wurde in 21 Sammelbänden zusammengefasst.
ADV Manga veröffentlichte die Reihe auf Englisch.

## Anime
1996 produzierte das Studio Amuse zum Manga eine Anime-Fernsehserie mit zwölf Folgen. Regie führte dabei Kazuyoshi Katayama. Die Serie wurde auf TV Tokyo vom 4. Oktober bis zum 19. Dezember 1996 ausgestrahlt. 1997 folgte eine zweite Staffel mit ebenfalls zwölf Folgen. Bei dieser führte Hiroshi Fukutomi Regie. Die zweite Staffel wurde vom 2. Oktober bis zum 18. Dezember 1997 auf TV Tokyo ausgestrahlt.
Unter dem Titel Those Who Hunt Elves erschienen beide Staffeln der Serie bei ADV Films auf Englisch. Des Weiteren wurde die Serie auf Spanisch, Tagalog und Portugiesisch übersetzt und auch auf den Sendern Locomotion, QTV 11 und The Anime Network ausgestrahlt.

### Synchronsprecher
| Rolle               | japanischer Sprecher (Seiyū) |
| ------------------- | ---------------------------- |
| Celsia Marie Claire | Kotono Mitsuishi             |
| Airi Komiyama       | Michie Tomizawa              |
| Jumpei Ryūzōji      | Tomokazu Seki                |
| Ritsuko Inoue       | Yūko Miyamura                |

### Musik
Für den Vorspann der ersten Staffel verwendete man Angel Blue, bei der zweiten Staffel Round 11. Der Abspann der ersten Staffel wurde unterlegt mit dem Titel Tensai wa Saigo ni Yattekuru, für die zweite Staffel wurde To a Place Beyond Miracles verwendet. Alle Lieder stammen von Naoko Hamasaki.